# 雲奇
雲奇，據說是明洪武時的宦官，金陵西华门内侍，廣東人，曾因發現宰相胡惟庸欲造反，拉住明太祖朱元璋的馬車，而急不能言，觸怒了朱元璋，被朱元璋活活杖斃。
洪武十三年（1380年）正月，胡惟庸稱其舊宅井裡湧出醴泉，邀請明太祖朱元璋前來觀賞。朱元璋欣然前往，走到西華門時，太監雲奇紧拉住缰绳，急不能言，拚命指向胡家，朱元璋甚怒，命衛兵把他活活打死。但雲奇被打時毫不退縮，使朱元璋感覺事態嚴重，立即返回，登上宫城時，发现胡惟庸家上空塵土飛揚，墙道都藏有士兵，於是爆發了胡惟庸案。
嘉靖年間，因宦官的建議，皇帝追贈其司禮監太監，吏部右侍郎何孟春曾為雲奇寫墓誌銘。
雲奇之事是太監中廣泛流傳的故事，但被士大夫懷疑雲奇是虛構人物，晚明学者钱谦益说：“雲奇之事，国史、野史，一无可考，嘉靖中，朝廷因中人之請而加贈。”